# 방수옷감

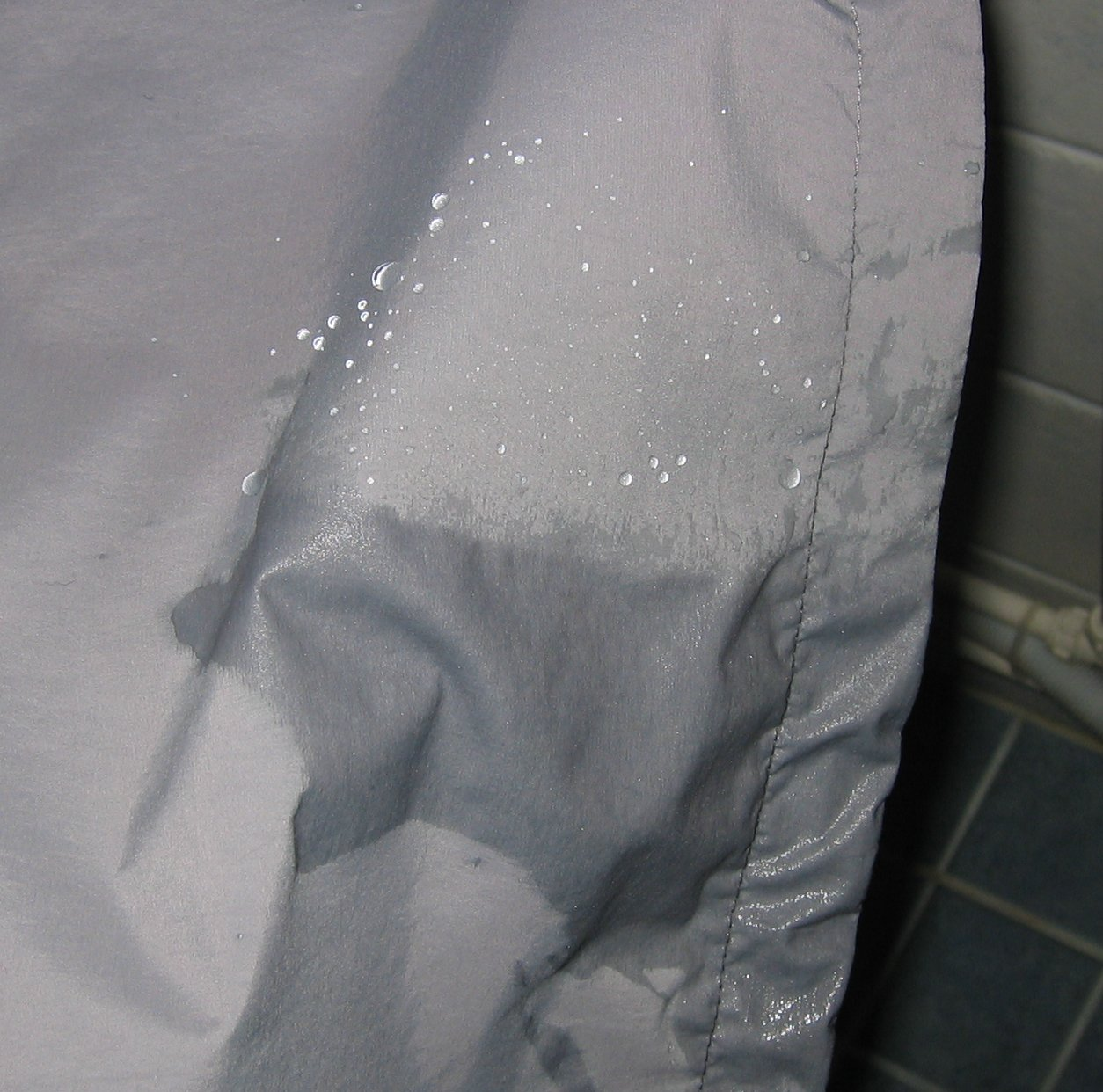

방수 옷감이란 물이 침투하지 않는 옷감을 말한다. 방수 옷감 중에는 나일론, 폴리에틸렌 등이 있다.
방수 옷감은 본질적으로 물과 습윤에 의한 침투에 저항하는 처리가 되어 있거나 처리된 직물이다. "방수"라는 용어는 관리 사양 및 실험실 테스트 방법의 특정 조건에 대한 적합성을 나타낸다. 일반적으로 고무, 폴리염화비닐(PVC), 폴리우레탄(PU), 실리콘 엘라스토머, 불소 중합체 및 왁스와 같은 방수 재료로 라미네이트 또는 코팅된 천연 또는 합성 직물이다. 처리는 예를 들어 방수 스프레이와 같이 제조 중 직물 또는 제조 후 완제품 중 하나일 수 있다. 예를 들면 매킨토시(Mackintosh) 재킷, 사우나 슈트 및 풍선 보트에 사용되는 고무 직물이 있다.

## 같이 보기
- 고어텍스
- 겹쳐입기
- 방수제